# Коле Априко (Лука)
Коле Априко је насеље у Италији у округу Лука, региону Тоскана.
Према процени из 2011. у насељу је живело 12 становника. Насеље се налази на надморској висини од 584 м.